# Officine Meccaniche Lodigiane
Le Officine Meccaniche Lodigiane (IPA: [offiˈʧine mekˈkanike lodiˈʤane]), note anche con la sigla OML, furono un'azienda metalmeccanica con sede a Lodi, operativa fra il 1908 e gli anni sessanta.
Annoverata fra le maggiori imprese dell'emergente industria meccanica italiana del primo Novecento, l'azienda era specializzata nella costruzione e nella manutenzione di carrozze ferroviarie e vetture tranviarie. Lo stabilimento si trovava a Lodi nella zona della  «Camolina», fra via Lodivecchio e i binari della ferrovia Milano-Bologna.